# Sottocastello
Sottocastello (Sotecastel in ladino) è una frazione di Pieve di Cadore, in provincia di Belluno.
Il toponimo si riferisce al castello che la sovrastava, sulla cima del monte Ricco.

## Geografia fisica
Il paese, nel cuore del Cadore, sorge appena a sud del capoluogo, ai piedi del monte Ricco (modesto rilievo di 953 m) e sulla riva del Lago di Centro Cadore, in prossimità della diga. Dall'abitato si scorgono il picco di Roda (2.229 m), il monte Cridola (2.580 m), il col di Croce (1.829 m) e altri rilievi posti al confine con il Friuli-Venezia Giulia.

## Monumenti e luoghi d'interesse
Degna di nota è la chiesa di San Lorenzo: l'edificio, tardogotico del 1682, fu restaurato nel 1795; conserva dei lampadari in argento veneziano, il pavimento in pietra di Castellavazzo e un crocifisso ligneo; la torre campanaria risale al 1666.
Da ricordare anche la chiesa di Sant'Antonio: edificata nel 1854, conserva una pala d'altare del Vicari.
Sui monti Ricco e Castello si trovano ancora due forti risalenti alla fine dell'Ottocento che, con altre opere simili, costituivano il complesso difensivo detto ridotto Cadorino. Trovandosi però a notevole distanza dal fronte della Grande Guerra, queste installazioni rimasero praticamente inutilizzate anche quando, dopo la rotta di Caporetto, passarono in mano austriaca.
Proseguendo la strada che passa sulla diga del lago del Centro Cadore si può raggiungere il Rifugio Tita Barba situato a Vedorcia; lungo il tragitto si possono ammirare dei panorami mozzafiato e la casera che porta il nome della località stessa.
Per Sottocastello passa la ciclabile delle Dolomiti che collega Calalzo a Cortina d'Ampezzo, realizzata sulla sede dell'ex ferrovia delle Dolomiti.

## Infrastrutture e trasporti

### Ferrovie
Dal 1921 al 1964 era in funzione la Ferrovia delle Dolomiti a scartamento ridotto e a Sottocastello aveva la sua stazione ferroviaria insieme al comune di Pieve di Cadore.
Inoltre fino al 1979 era attiva anche la stazione, poi surclassata a fermata, di Stazione di Sottocastello-Tai facente parte della ferrovia Calalzo-Padova.